# Mindre guldvinge
Mindre guldvinge, Lycaena phlaeas, är en fjärilsart i familjen juvelvingar. Vingspannet varierar mellan 22 och 34 millimeter, på olika individer.

## Beskrivning

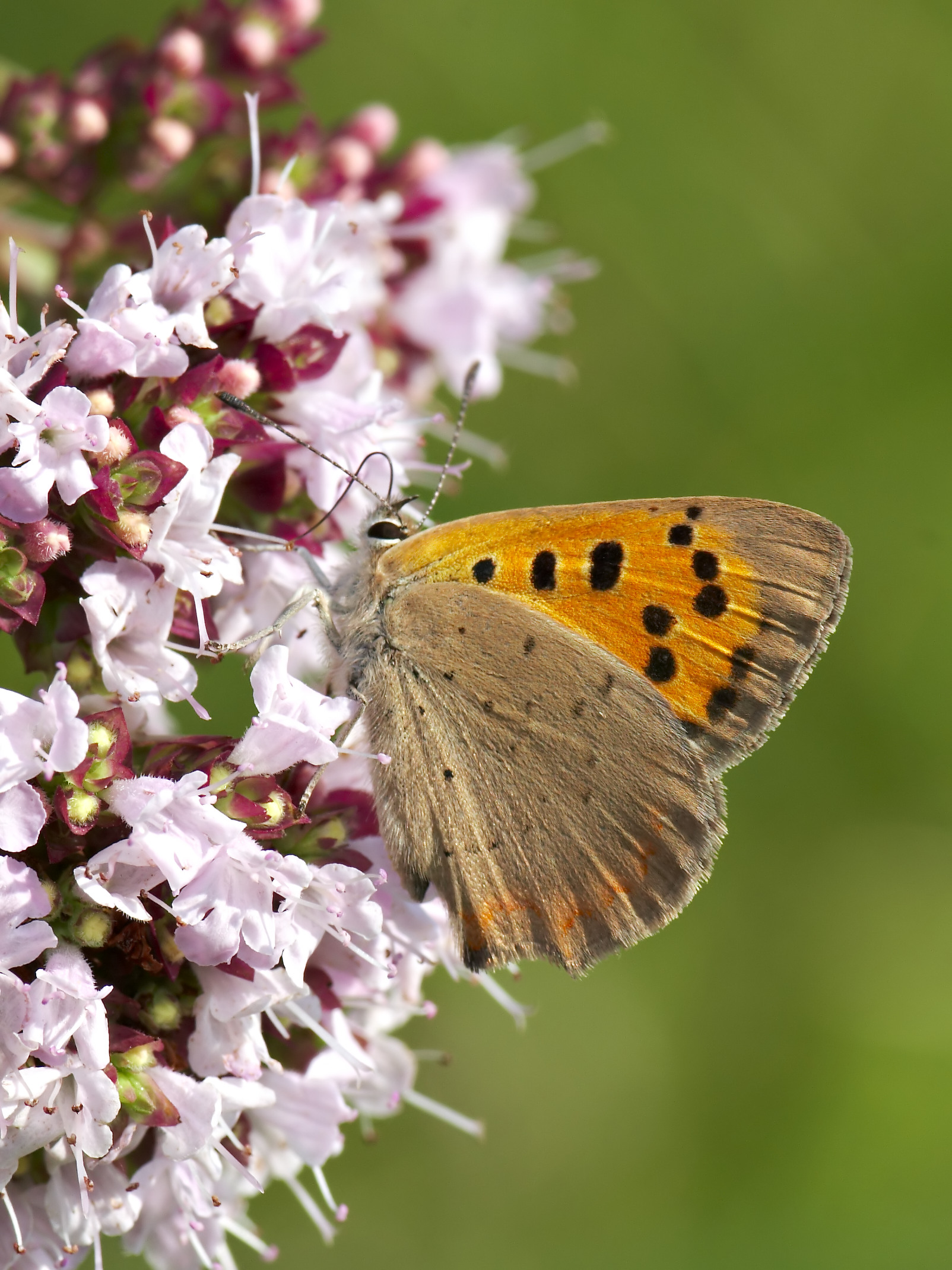
Undersidan på mindre guldvinge liknar ovansidan men är blekare i färgerna.

Hanen och honan är mycket lika varandra. På ovansidan är framvingarna orangeröda med mörkbruna kanter och fläckar. Bakvingarna är mörkbruna med ett orangerött något tandat band i bakkanten. Undersidan liknar ovansidan men är blekare i färgerna; gul eller gulorange på framvingen och blekt brunbeige på bakvingen. Utseendet på denna fjäril varierar vad gäller färgnyanser och mönster beroende på var den hör hemma i sitt stora geografiska utbredningsområde. Larven är grön med rödrosa ränder och blir upp till 15 millimeter lång.
Värdväxt för mindre guldvinge är olika arter i skräppsläktet, bland annat bergsyra och ängssyra.
Flygtiden är antingen en generation mellan juli och september för de arktiska och alpina populationerna, två generationer (juni-juli respektive augusti-september) för de nordliga populationerna eller tre generationer mellan april och september för de längre söderut.

## Utbredning
Mindre guldvinge finns i större delen av den holarktiska regionen.